# Caulokaempferia amplexicaulis
Caulokaempferia amplexicaulis är en enhjärtbladig växtart som beskrevs av Piyakaset Suksathan. Caulokaempferia amplexicaulis ingår i släktet Caulokaempferia och familjen Zingiberaceae.
Artens utbredningsområde är Thailand. Inga underarter finns listade i Catalogue of Life.